# Jacob de Haan

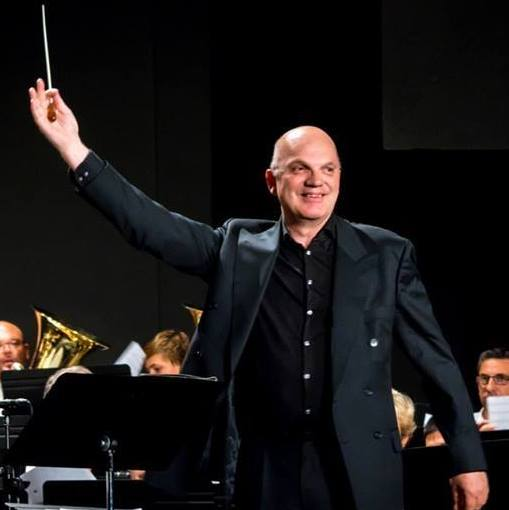

Jacob de Haan es un compositor neerlandés nacido el 28 de marzo de 1959 en Heerenveen, Países Bajos. 

## Biografía
Se formó musicalmente en la Academia Estatal de Música, en Leeuwarden (Países Bajos) donde estudió órgano y música. Actualmente es profesor de la especialidad de "arreglos musicales" en dicha academia. 
Jacob de Haan vive en la ciudad de Róterdam (Holanda), donde trabaja principalmente como compositor. Es requerido a menudo como director invitado para interpretar sus propios trabajos y como juez en concursos internacionales. Como director invitado ha trabajado, entre otros países, en Australia, Suiza, Eslovenia, Austria, Alemania, Italia, Francia, Bélgica, Perú y España. 
Además es director y productor de varias grabaciones con bandas profesionales de concierto de su país y del extranjero. 
Creció en una familia orientada hacia la música. Gracias a las clases recibidas de piano y de   trompeta desarrolló, ya a una edad temprana, su creatividad como futuro compositor. A principios de los ochenta, cuando publicó sus trabajos iniciales, obtuvo sus primeros éxitos como compositor de música para banda de concierto (también llamada Banda Sinfónica o Concert Band). Es famoso por sus composiciones para películas y por las combinaciones de estilos musicales. Oregon y Ross Roy son dos de sus obras más exitosas. Su repertorio para banda de concierto consiste en obras de concurso de diversos grados de dificultad, obras cortas de concierto, música popular y algunas marchas. Ha escrito, además, varios arreglos de obras clásicas y corales.

## Obras
| Adagietto                                          | 2 | 1995 |  |          |   |  |
| Adagio (T. Albinoni)                               | 2 | 2002 |  |          |   |  |
| Allein Gott in der Höh sei Ehr                     | 2 | 0001 |  | Amazonia | 2 |  |
| Amazing Grace                                      | 2 | 1994 |  |          |   |  |
| Ammerland                                          | 2 | 2001 |  |          |   |  |
| Arioso (J. S. Bach)                                | 2 | 2000 |  |          |   |  |
| Arkansas                                           | 4 | 2009 |  |          |   |  |
| Band Time Expert                                   | 2 |      |  |          |   |  |
| Bliss                                              | 3 | 2009 |  |          |   |  |
| Border Zone                                        | 3 | 2008 |  |          |   |  |
| Bridge Between Nations                             | 4 | 2004 |  |          |   |  |
| Call of the Valley                                 | 3 | 2013 |  |          |   |  |
| Campus Intrada                                     | 3 |      |  |          |   |  |
| Cantica de Sancto Benedicto                        | 4 | 2007 |  |          |   |  |
| Caribbean Variation on a Tune                      | 3 | 1988 |  |          |   |  |
| Choral Music                                       | 4 | 1997 |  |          |   |  |
| Concerto d'Amore                                   | 3 | 1995 |  |          |   |  |
| Contrasto Grosso                                   | 2 | 1998 |  |          |   |  |
| Cornfield Rock                                     | 3 | 1998 |  |          |   |  |
| Crazy Music in the Air                             | 3 | 1984 |  |          |   |  |
| Dakota                                             | 3 | 2002 |  |          |   |  |
| Dances & Sonnets                                   | 3 |      |  |          |   |  |
| Der Mond ist aufgegangen                           | 2 |      |  |          |   |  |
| Diogenes                                           | 4 | 1995 |  |          |   |  |
| Discoduction                                       | 4 | 1998 |  |          |   |  |
| Eine Kleine Weihnachtsmusik                        | 3 | 1996 |  |          |   |  |
| Everest, concert march                             | 3 | 2004 |  |          |   |  |
| Fanfare for Korea                                  | 4 | 2011 |  |          |   |  |
| Festa Paesana                                      | 3 | 2000 |  |          |   |  |
| Fields                                             | 3 |      |  |          |   |  |
| First Class                                        | 1 |      |  |          |   |  |
| First Class, "in concert"                          | 1 | 2000 |  |          |   |  |
| Four Shepherd Songs                                | 2 | 2000 |  |          |   |  |
| Fox from the North                                 | 2 | 1985 |  |          |   |  |
| Free World Fantasy                                 | 3 | 1987 |  |          |   |  |
| Fresena                                            | 2 |      |  |          |   |  |
| German Love-song                                   | 2 | 2000 |  |          |   |  |
| Golden Pass                                        | 2 | 2011 |  |          |   |  |
| Grounds                                            | 4 | 1986 |  |          |   |  |
| Hanseatic Suite                                    | 2 | 1990 |  |          |   |  |
| Introitus                                          | 2 | 1984 |  |          |   |  |
| Jubilate!                                          | 3 | 2008 |  |          |   |  |
| Kraftwerk                                          | 3 | 2006 |  |          |   |  |
| La Storia                                          | 3 | 1990 |  |          |   |  |
| Legend of a Mountain                               | 4 | 2008 |  |          |   |  |
| Let me weep (Lascia ch'io pianga)                  | 3 | 2004 |  |          |   |  |
| Lorraine, Tone poem for band                       | 3 |      |  |          |   |  |
| Majestic Prelude                                   | 4 |      |  |          |   |  |
| Martini                                            | 3 |      |  |          |   |  |
| Memorial Suite in C Minor                          | 3 | 2009 |  |          |   |  |
| Missa Brevis, for choir and concert band or organ  | 3 | 2008 |  |          |   |  |
| Missa Brevis, instrumental version                 | 3 | 2008 |  |          |   |  |
| Missa Brevis, version for trumpet and organ        | 3 | 2008 |  |          |   |  |
| Missa Katharina                                    | 3 | 2007 |  |          |   |  |
| Nerval's Poems                                     | 3 | 2006 |  |          |   |  |
| Nordic Fanfare and Hymn                            | 3 | 2005 |  |          |   |  |
| Norwegian Songs (Edvard Grieg)                     | 2 | 1999 |  |          |   |  |
| Odilia                                             | 3 | 2012 |  |          |   |  |
| Oregon                                             | 4 | 1989 |  |          |   |  |
| Pacific dreams                                     | 3 | 1999 |  |          |   |  |
| Pasadena                                           | 3 |      |  |          |   |  |
| Pastorale Symphonique                              | 4 | 1992 |  |          |   |  |
| Pioneers of the Lowlands, march                    | 3 | 2006 |  |          |   |  |
| "Psalm 150" en "Mijn ziel prijst en looft de Heer" | 3 |      |  |          |   |  |
| Queen of the Dolomites                             | 3 | 2012 |  |          |   |  |
| Queen's Park Melody                                | 3 | 1989 |  |          |   |  |
| Remembrance Day (Totengedenken)                    | 3 | 2004 |  |          |   |  |
| Ross Roy, overture for band                        | 3 | 1997 |  |          |   |  |
| Sa Música                                          | 3 | 2011 |  |          |   |  |
| Singapore Rhapsody                                 | 3 | 2005 |  |          |   |  |
| So nimm denn meine Hände (arr.)                    | 3 |      |  |          |   |  |
| Song of Liberation                                 | 2 | 1987 |  |          |   |  |
| Song of Praise                                     | 2 |      |  |          |   |  |
| Stille Nacht (arr.)                                | 2 |      |  |          |   |  |
| Stufen                                             | 4 | 2008 |  |          |   |  |
| Suite Symétrique                                   | 2 | 1986 |  |          |   |  |
| Symphonic Variations                               | 4 |      |  |          |   |  |
| The Blues Factory                                  | 3 | 2003 |  |          |   |  |
| The Book of Urizen                                 | 5 | 2004 |  |          |   |  |
| The Fields                                         | 3 |      |  |          |   |  |
| The Heart of Lithuania                             | 3 | 2007 |  |          |   |  |
| The Musical Village                                | 3 | 2006 |  |          |   |  |
| The Saint and the City                             | 3 | 2003 |  |          |   |  |
| The Spirit of Christmas                            | 3 | 2003 |  |          |   |  |
| The Universal Band Collection                      | 2 | 1993 |  |          |   |  |
| Toccata from                                       | 3 |      |  |          |   |  |
| Totengedenken                                      | 3 | 2004 |  |          |   |  |
| Una Furtiva Lágrima (Donizetti)                    | 2 |      |  |          |   |  |
| Utopia                                             | 4 | 1994 |  |          |   |  |
| Variazioni in blue                                 | 3 | 1992 |  |          |   |  |
| Virginia                                           | 3 | 2001 |  |          |   |  |
| Westfort Overture                                  | 4 | 1995 |  |          |   |  |
| Yellow Mountains                                   | 2 | 1998 |  |          |   |  |